# The Green Organic Dutchman
Pour les articles homonymes, voir Dutchman.
 (mai 2025).
 (octobre 2018).
The Green Organic Dutchman, ou TGOD, est une compagnie spécialisée dans la production à la ferme de cannabis médical biologique. Créée en 2012, le siège social de la société se situe à Mississauga, en Ontario.

## Principaux actionnaires
Au 22 mars 2020.
| ETF Managers Group        | 5,66% |
| Horizons ETFs Management  | 2,20% |
| Marc Cernovitch           | 0,65% |
| JPMorgan Asset Management | 0,30% |
| Marc Bertrand             | 0,29% |
| Csaba Reider              | 0,28% |
| Ian Wilms                 | 0,26% |
| AdvisorShares Investments | 0,25% |
| Jeffrey James Scott       | 0,21% |
| Global X Management       | 0,17% |

## L'usine de Salaberry-de-Valleyfield
L'entreprise TGOD construit, depuis début 2018, une nouvelle usine de production de cannabis en banlieue de Montréal, plus précisément à Salaberry-de-Valleyfield, au Québec.
Ce projet d'investissement verra la création de 150 emplois dans la communauté,.
L'usine devrait être opérationnelle vers juillet 2019.